# 蘭泊村
蘭泊村（らんどまりそん）は、日本の領有下において樺太真岡郡に存在した村（指定町村）。
蘭泊という地名は、アイヌ語の「オ・ラウネ・トマリ」（深い港）、「ウラム・トマリ」（恋愛した港）による。
現在はロシア連邦がサハリン州ヤブロチヌイとして実効支配している。

## 概要
- 間宮海峡に面しており、樺太西線が村を走っていた。
- 村内の羽母舞（はぼまい）に飛行場が存在した。

## 歴史
- 1915年（大正4年）6月26日 - 「樺太ノ郡町村編制ニ関スル件」（大正4年勅令第101号）の施行により、蘭泊村、羽母舞村が行政区画として発足。真岡郡に所属し、真岡支庁が管轄。
- 1923年（大正12年）4月1日 - 羽母舞村が蘭泊村に合併。
- 1929年（昭和4年）7月1日 - 樺太町村制の施行により二級町村となる。
- 1943年（昭和18年）4月1日
  - 「樺太ニ施行スル法律ノ特例ニ関スル件」（大正9年勅令第124号）が廃止され、内地編入。
  - 指定町村となる。
- 1945年（昭和20年）8月22日 - ソビエト連邦により占拠される。
- 1949年（昭和24年）6月1日 - 国家行政組織法の施行のため法的に樺太庁が廃止。同日蘭泊村廃止。

## 村内の地名
| - 蘭泊 - 本古丹（ほんこたん） - 幌泊（ほろとまり） - 楽磨（らくま） - 島泊（しまどまり） | - 富内岸（とんないきし） - 富内岸沢（とんないきしざわ） - 床丹（とこたん） - 床丹沢（とこたんざわ） - 幌泊沢（ほろとまりざわ） |

旧羽母舞村地域
| - 羽母舞（はぼまい） - 歌友（うたとも） - 藻白帆（もしらほ） - 西宗谷（にしそうや） - 奥内（おくない） | - 小谷内（こたにない） - 喜知牛（きちうし） - 輪越（わこし） - 羽母舞沢（はぼまいざわ） - 西宗谷沢（にしそうやざわ） |

（）

## 地域

### 教育
以下の学校一覧は1945年（昭和20年）4月1日現在のもの。
- 樺太公立羽母舞第一国民学校
- 樺太公立羽母舞第一国民学校
- 樺太公立藻白帆国民学校
- 樺太公立蘭泊国民学校
- 樺太公立富内岸沢国民学校
- 樺太公立本古丹国民学校